# Abzieher (Putzgerät)

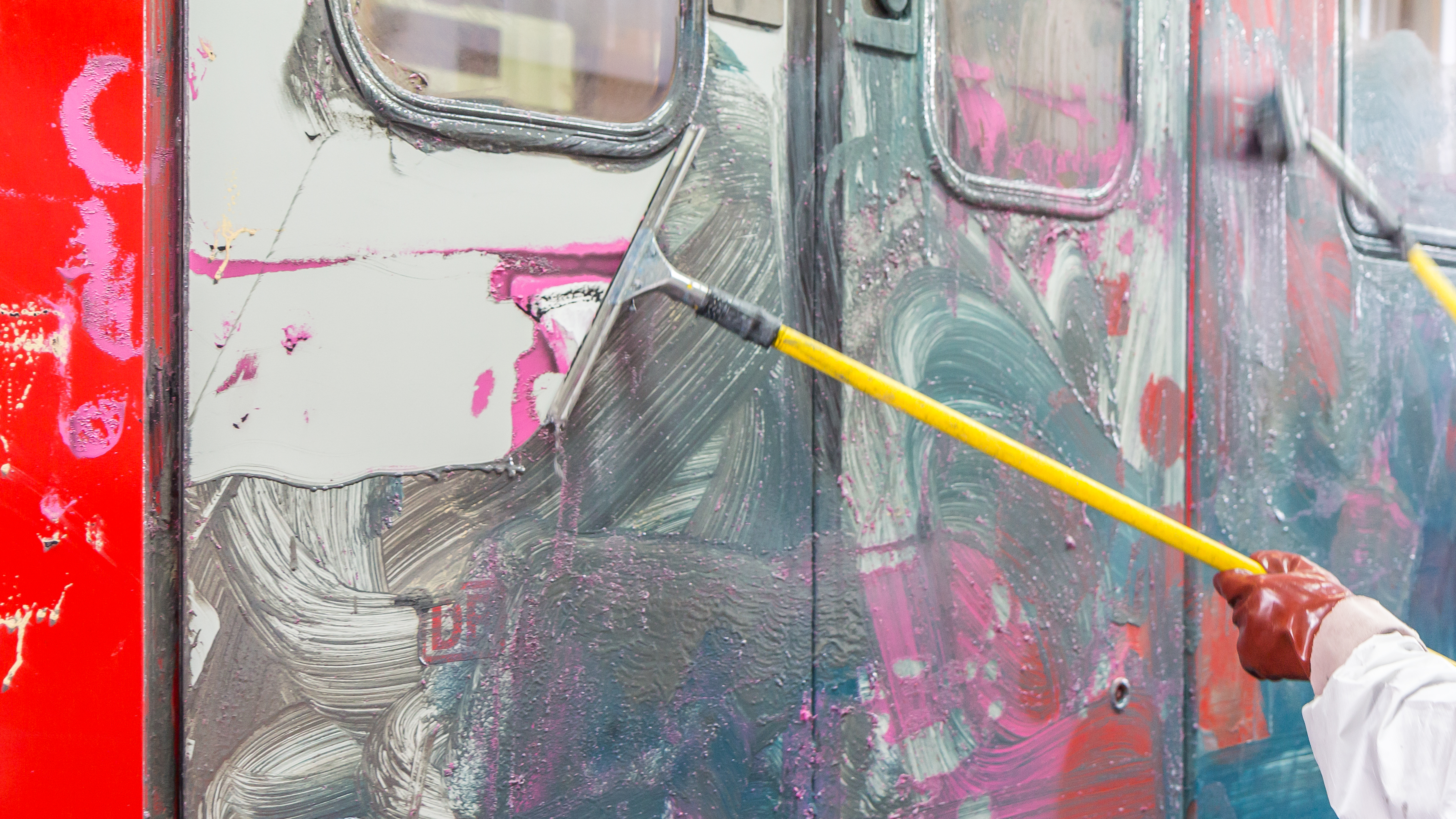
Reinigungskraft entfernt mit einem Abzieher Farbreste von einem Eisenbahnwaggon

Ein Abzieher dient der möglichst effizienten und schnellen Entfernung von Flüssigkeiten oder Granulaten von vorzugsweise glatten Oberflächen. Er wird insbesondere beim Putzen von Fensterscheiben verwendet.

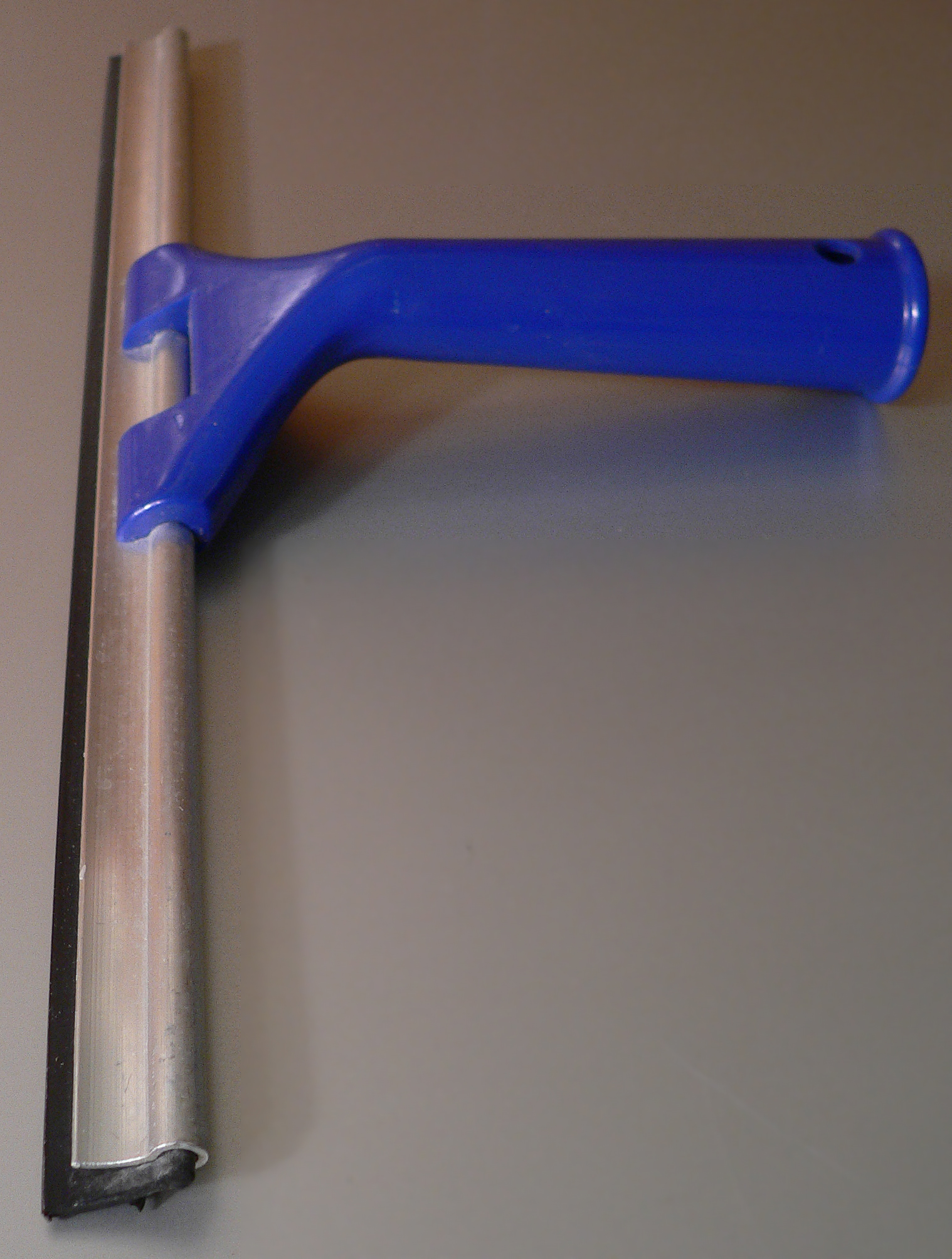
Ein Abzieher

Er besteht aus einem Griff (meist aus Metall, Holz oder Kunststoff) und einer zum Griff quer liegenden 20–40 cm langen Leiste, an deren Unterseite eine Gummilippe verläuft.
Filmabstreifzangen zur Trocknung von Kleinbild- oder Rollfilmen nach der Nassentwicklung weisen etwa drei Lippenpaare auf. Wasserschieber mit Besenstiel und einer Schaumgummilippe, die sich Bodenunebenheiten anpasst, dienen dem Wegziehen und -schieben von Schmutzwasser zu einem Abfluss. Scheibenwischer von Fahrzeugen schaffen klare Sicht bei Regen und Spritzwasser.
Die Flüssigkeit wird durch Stauwirkung vor dem Abzieher herbewegt. Eine feine kantige Lippe auf glattem Glas dichtet so gut ab, dass nur ein hauchdünner Film verbleibt, der eventuell rasch verdunstet. Durch Wahl einer geeigneten Lippe, passendem Anstellwinkel und Anpressdruck kann Rattern (Schwingen) weitgehend vermieden werden.
Gelbe fett-gegerbte Abzieh(reh)leder dienen dem sanften Trocknen lackierter Autokarosserien, allerdings mehr durch allmählich kapillare Wasseraufnahme ins Leder.